# Saint Aubin (ort i Mauritius)
Saint Aubin är en ort i Mauritius.   Den ligger i distriktet Savanne, i den sydvästra delen av landet, 40 km söder om huvudstaden Port Louis. Saint Aubin ligger 120 meter över havet och antalet invånare är 1 659. Den ligger på ön Mauritius.
Terrängen runt Saint Aubin är platt åt sydost, men åt nordväst är den kuperad. Havet är nära Saint Aubin söderut.  Närmaste större samhälle är Rivière des Anguilles, 1,2 km norr om Saint Aubin. 